# Alojz Srebotnjak

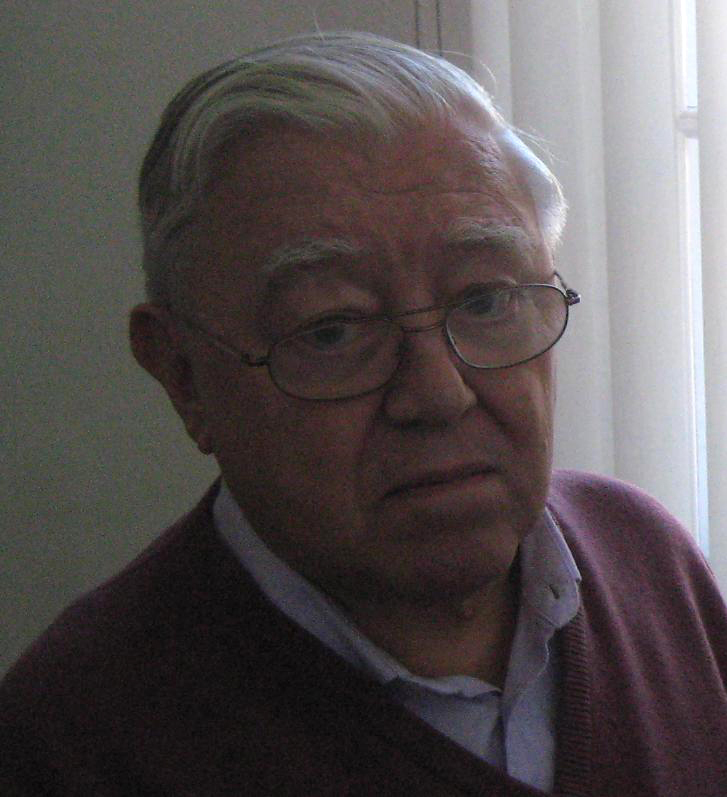

Alojz Srebotnjak (Postojna, 27 de junho de 1931 — Liubliana, 1 de dezembro de 2010) foi um compositor e educador musical esloveno.